# Hadena gladys
Hadena gladys là một loài bướm đêm trong họ Noctuidae.